# Tegenpaus Benedictus XIV
Benedictus XIV, eigenlijk Bernard Garnier (Rodez, ca. 1370 – 1430) is een tegenpaus die op 12 november 1425 werd gekozen als een van de twee opvolgers van tegenpaus Benedictus XIII. Hij was priester van het bisdom Rodez gelegen in Rouergue in Zuid-Frankrijk.
Als priester van het bisdom Rodez hield hij zich bezig met kerkelijke financiën zoals de annaten. Hij hield zich in met de kerkelijke taksen van de aartsdiaken van Millau, met de gelden van enkele priorijen en met een landgoed van de graaf van Armagnac.
Zijn voorganger Benedictus XIII was in 1417 door het Concilie van Konstanz, die een einde wilde maken aan het westers schisma, reeds uit zijn functie ontheven. Benedictus XIII erkende zijn afzetting echter niet en bleef er tot zijn dood in 1423 van overtuigd dat hij de ware paus was, daarin onder meer gesteund door de vier door hem benoemde kardinalen. Na Benedictus' dood slaagden de vier kardinalen er niet in tot overeenstemming te komen wie Benedictus moest opvolgen. Terwijl de Franse kardinaal en legaat van Benedictus XIII Jean Carrier nog onderweg was, benoemden de andere drie kardinalen Gil Sanchez Muñoz (Clemens VIII) als opvolger. Carrier was het daar echter niet mee eens en benoemde Garnier tot paus, waardoor er feitelijk (opnieuw) sprake was van drie pausen: Martinus V, Clemens VIII en Benedictus XIV. De steun voor Benedictus XIV en Clemens VIII was echter zo gering, dat zij als tegenpaus nauwelijks enige invloed konden laten gelden.
Benedictus XIV bracht de jaren van zijn pontificaat door op een geheim adres, dat blijkens een brief van de graaf van Armagnac aan Jeanne d'Arc alleen bij Carrier bekend was.
Het einde van Benedictus' pontificaat wordt gewoonlijk rond 1430 gedateerd.

## Referentie
- Benedictus XIV, lemma in Biographisch-Bibliographisches Kirchenlexikon

Cursief: tegenpaus
- Virtual International Authority File: 254067672